# Haploperla zwicki
Haploperla zwicki är en bäcksländeart som beskrevs av Bill P.Stark och Ignac Sivec 2008. Haploperla zwicki ingår i släktet Haploperla och familjen blekbäcksländor. Inga underarter finns listade i Catalogue of Life.